# Sauce de Portezuelo
Sauce de Portezuelo es una localidad balnearia uruguaya del departamento de Maldonado, y forma parte del municipio de Piriápolis.

## Ubicación
La localidad se encuentra situada en la zona suroeste del departamento de Maldonado, sobre las costas del Río de la Plata, y en el km 119 de la ruta Interbalnearia. Limita al norte con La Capuera y al este con Ocean Park. Dista 18 km de la ciudad de Maldonado y 16 km de la ciudad de Piriápolis.

## Población
Según el censo de 2011 el balneario contaba con una población permanente de 128 habitantes.
| 41            | 15 | 19 | 59 | 63 | 128 |
| (Fuente: INE) |    |    |    |    |     |